# Самсоново (Омская область)
Самсо́ново — село в Тарском районе Омской области. Административный центр Самоновского сельского поселения.

## География
Расположено на правом берегу реки Иртыш. Удаленность от областного центра составляет 322 км.

## История
Основано в 1604 году Дмитрием Самсоновым.

## Население
| 1926 | 2002 | 2010 |
| ---- | ---- | ---- |
| 483  | ↘430 | ↗440 |

## Инфраструктура
В селе имеется школа, детский сад, ФАП, дом культуры, почтовое отделение, отделение АТС, администрация, пекарня, магазины, часовня (построена в 2008 году), Самсоновский мост (построен в 2004 году).